# Фаньши
Фаньши́ (кит. упр. 繁峙, пиньинь Fánshì) — уезд городского округа Синьчжоу провинции Шаньси (КНР).

## История
При империи Западная Хань здесь существовали уезды Лучэн (卤城县) и Хожэнь (霍人县). Во времена диктатуры Ван Мана написание названия уезда Лучэн было изменено на 鲁城县, но при империи Восточная Хань уезду было возвращено прежнее название. Потом уезд Хожэнь был присоединён к уезду Лучэн, а затем был расформирован и уезд Лучэн.
При империи Цзинь вновь был создан уезд Хожэнь. При империи Суй из него был выделен уезд Фаньши. При империи Цзинь в 1215 году уезд Фаньши был поднят в статусе, и стал областью Цзяньчжоу (坚州). При империи Мин в 1369 году область была понижена в статусе, опять став уездом Фаньши.
В 1949 году был образован Специальный район Синьсянь (忻县专区), и уезд вошёл в его состав. В 1958 году Специальный район Синьсянь и Специальный район Ябэй (雁北专区) были объединены в Специальный район Цзиньбэй (晋北专区), при этом к уезду Фаньши был присоединён уезд Дайсянь. В 1961 году Специальный район Цзиньбэй был вновь разделён на Специальный район Ябэй и Специальный район Синьсянь, при этом уезд Дайсянь был выделен вновь, и оба уезда вновь оказались в состав Специального района Синьсянь.
В 1967 году Специальный район Синьсянь был переименован в Округ Синьсянь (忻县地区). В 1983 году Округ Синьсянь был переименован в Округ Синьчжоу (忻州地区).
В 2000 году постановлением Госсовета КНР были расформированы округ Синьчжоу и городской уезд Синьчжоу, и создан городской округ Синьчжоу.

## Административное деление
Уезд делится на 3 посёлка и 10 волостей.